# Марія Ізабелла Орлеанська
Марія Ізабелла Орлеанська (ісп. María Isabel de Orleans, фр. Marie-Isabelle d'Orléans), повне ім'я Марія Ізабелла Франсіска де Асіз Антонія Луїза Фернанда Крістіна Амелія Феліпа Аделаїда Жозефа Єлена Генрієтта Кароліна Юстіна Руфіна Гаспаріна Мельхіора Бальтазара Матеа Орлеанська і Бурбон (ісп. María Isabel Francisca de Asís Antonia Luisa Fernanda Cristina Amelia Felipa Adelaida Josefa Elena Enriqueta Carolina Justina Rufina Gasparina Melchora Baltasara Matea de Orleans y Borbón), (21 вересня 1848 — 23 квітня 1919) — французька принцеса та іспанська інфанта з Орлеанського дому, дружина принца Луї-Філіпа Орлеанського, претендента на французький трон під іменем Філіпа VII.

## Біографія
Була первістком в родині французького принца Антуана Орлеанського та його дружини Луїзи Фернанди Іспанської, з'явившись на світ за два роки після їхнього весілля. На момент її народження матері було 16 років. Батько був сином Луї-Філіппа I, останнього короля Франції і його дружини Марії Амалії.Батьки, які до цього мешкали у Парижі, були змушені залишити країну через Революцію 1848 року та встановлення республіканського режиму. Невдовзі вони придбали палац Сан-Тельмо в Севільї та оселилися у ньому, зробивши його своєю офіційною резиденцією. В сім'ї з'явилося ще восьмеро молодших дітей.
У 1859 році батько отримав титул інфанта Іспанії. Втім, через його постійні претензії на іспанський трон, відносини родини з двором були прохолодними.

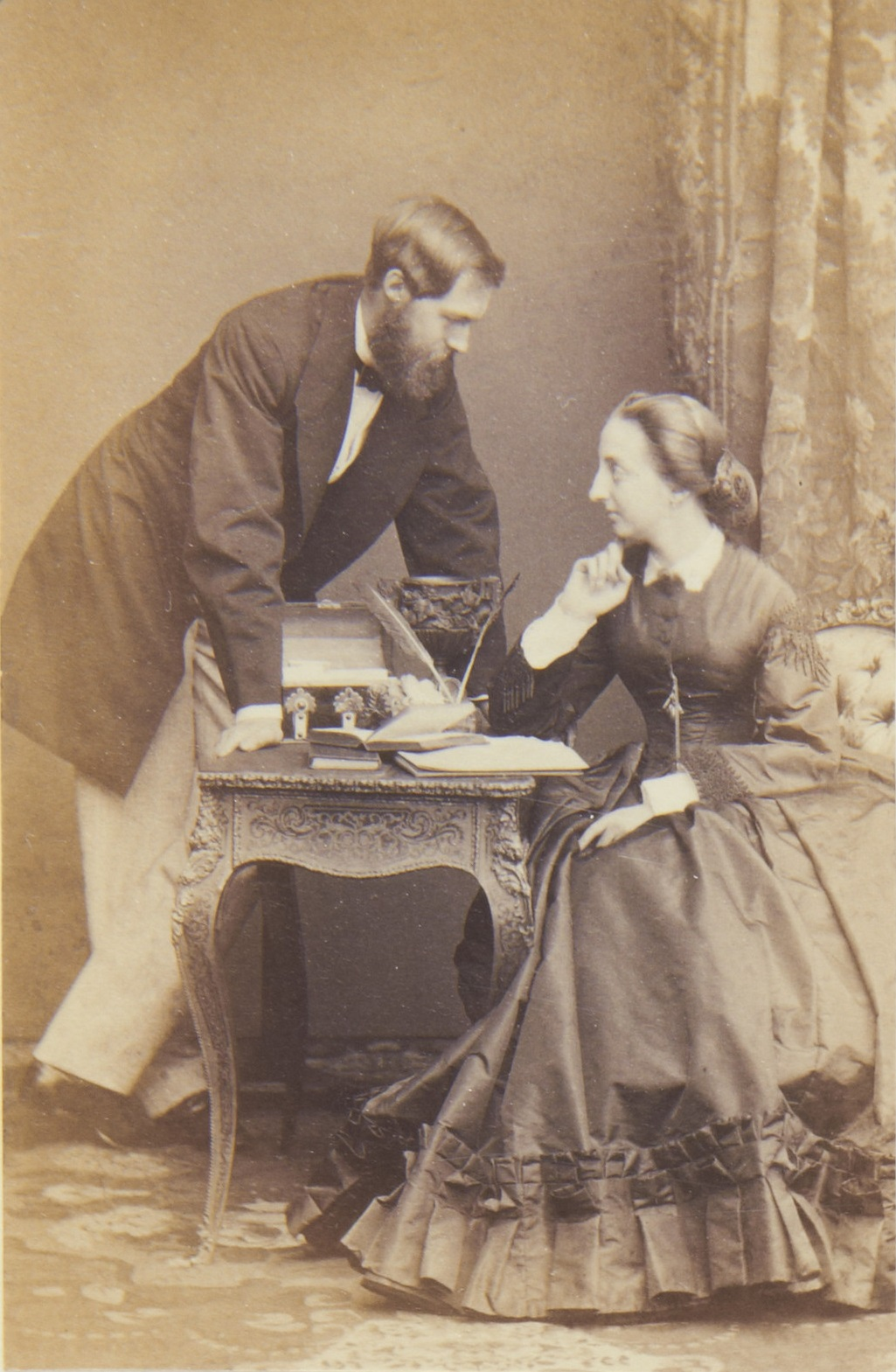
Марія Ізабелла із чоловіком, липень 1864 року

У віці 15 років принцеса була видана заміж за свого кузена Луї-Філіпа Орлеанського, який носив титул графа Паризького, старшого від неї на десять років. Наречений був онуком скинутого Луї-Філіпа I і, за версією орлеаністської партії, законним королем Франції. Його змальовували як спокійну, освічену та вольову людину. Весілля відбулося 30 травня 1864 у Лондоні, де мешкала основна частина Орлеанського дому у вигнанні. На вінчанні була присутньою бабуся обох молодят Марія Амелія де Бурбон. Протягом наступних семи років подружжя мешкало в Англії, оселившись у Йорк-хаусі в Твікенемі. У них народилося восьмеро дітей.
Із поваленням Другої імперії та відміною закону про вигнання Орлеанського дому від 26 травня 1848 року, сімейство переїхало до Франції. Вони прибули до Парижу в кінці червня й оселилися в готелі Фулд, який належав герцогу Омальському, на вулиці Фобур Сент-Оноре. У грудні 1871 року родині повернули конфісковану попереднім режимом власність. Тепер Луї-Філіпу належали замки Амбуаз, Е та Рандан. Не маючи відповідного їхньому статусу місця проживання у Парижі, сімейство прийняло запрошення герцогині Галлієра, яка надала їм для візитів у столицю перший етаж
готелю Галлієра. Найбільше часу вони проводили саме там та в палаці Е. У 1875 році почали будівництво нового палацу у Вільяманріке-де-ла-Кондеса в Іспанії, який було завершено у 1882 році.
Графиня Паризька була відома своїми досить чоловічими звичками куріння сигар та участі в польових видах спорту, особливо стрільбі, але на офіційних прийомах з легкістю могла дивувати своєю елегантністю.

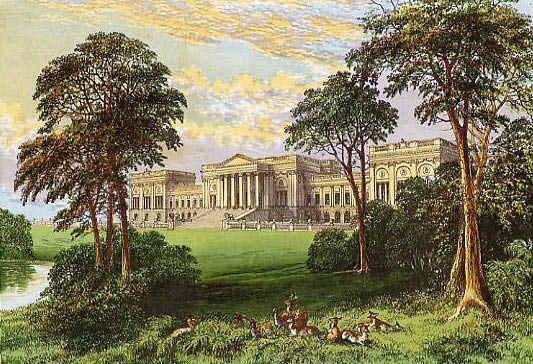
Стоу-хаус у Бакінгемширі

Пишний прийом, влаштований Марією Ізабеллою у березні 1886 року з приводу заручин її старшої доньки зі спадкоємцем престолу Португалії, викликав невдоволення республіканських кіл. У червні 1886 року був виданий новий закон про вигнання, який поширювався на претендентів на французький трон та їхніх старших синів. Луї-Філіп, який в цей час перебував із родиною в палаці Е, вирішив негайно залишити французьку землю. Сімейство через Ле-Трепор повернулося до Англії. По прибуттю вони попрямували у Танбрідж-Веллс у Кенті, а звідти виїхали до Шотландії. Зрештою, у жовтні сімейство орендувало на шість років Шин-хаус на Шин-лейн поблизу Лондона. У 1889 році вони також орендували у леді Мері Морган-Гренвілл Стоу-хаус у Бакінгемширі і з наступного року зробили його основною резиденцією. У 1894 році Луї-Філіп помер.
Марія Ізабелла останні роки провела у Вільяманріке-де-ла-Кондеса в Іспанії та в палаці Рандан у Франції, де у 1915 році під час Першої світової війни, вона створила шпиталь для поранених.
Пішла з життя 23 квітня 1919 у своєму палаці в Вільяманріке-де-ла-Кондеса. Була похована поруч із чоловіком у каплиці Святого Карла Борроме у Вейбриджі в Англії. У 1957 році, під час президентства Рене Коті, вони були перепоховані у королівській усипальні в Дре.

## Нагороди
- Орден королеви Марії Луїзи (Іспанія);
- Орден Зіркового хреста (Австрійська імперія).

## Родина
Чоловік — Філіп VII, граф Паризький
Діти:
- Амелія (1865—1951) — дружина короля Португалії Карлуша I, мала трьох дітей, що не залишили нащадків;
- Філіп (1869—1926) — герцог Орлеанський від 1880 року, орлеаністський претендент на французький престол під іменем Філіпа VIII, був одружений із австрійською ерцгерцогинею Марією Доротеєю, дітей не мав;
- Єлена (1871—1951) — дружина савойського принца Емануїла Філіберта, герцога Аости, після його смерті — полковника Отто Кампіні, мала двох синів;
- Карл (1873—1875) — прожив 2 роки;
- Ізабелла (1878—1961) — дружина принца Жана Орлеанського, герцога де Гіз, мала четверо дітей;
- Жак (1880—1881) — прожив 9 місяців;
- Луїза (1882—1958) — дружина принца Карлоса Бурбон-Сицилійського, мала четверо дітей;
- Фердинанд (1884—1924) — герцог Монпасьє, перебував у шлюбі з Марією Ізабеллою Гонсалес, віконтессою де лос Антрімес, дітей не мав.